# Пол Андерсон (важкоатлет)
Пол А́ндерсон (англ. Paul Anderson; нар. 17 жовтня 1932, Токкоа, штат Джорджія, США — 15 серпня 1994, Вайдейліа, штат Джорджія, США) — американський важкоатлет, олімпійський чемпіон і чемпіон світу, володар світового рекорду з підйому штанги. На сьогоднішній день останній американець, який виграв олімпійське золото у важкій атлетиці в надважкій вагової категорії.

## Життєпис

### Початок спортивного шляху
Торфі народився 17 жовтня 1932 року в містечку Токкоа, штат Джорджія. Силовими вправами розпочав займатися у ранньому віці. До цього його спонукало бажання захищати кольори шкільної футбольної команди. Так він розпочав свої перші вправи з великою вагою на задньому подвір'ї свого будинку і згодом став найкращим квотербеком у команді.
Отримавши спортивну стипендію Андерсон вступив до Університету Фурмана (Південна Кароліна). Але провчився там всього один рік. Згодом, разом з батьками він переїхав до міста Елізабеттон, штат Теннесі. Там він зустрів іншого важкоатлета — Боба Піплса, перебуваючи під впливом якого почав займатися присіданням зі штангою. Піплс познайомив Андерсона з іншими важкоатлетами. У 1953 році вперше зустрівся з Робертом Гоффманом.

### Найкращі роки
У 1955 році, в розпал холодної війни Андерсон, як переможець чемпіонату США з важкої атлетики, який пройшов у червні в Клівленді поїхав на міжнародні змагання до Радянського Союзу.
На чемпіонаті світу в Мюнхені у 1955 року Андерсон встановив два світові рекорди (вивага лежачи — 185,5 кг, сума триборства — 512,5 кг), з легкістю посівши перше місце у своїй ваговій категорії. Після повернення до США його відвідав віце-президент Річард Ніксон, який подякував спортсменові за спортивні досягнення.
У 1956 році на Олімпійських іграх у Мельбурні йшла напружена боротьба між спортсменами надважкої категорії — арґентинцем Умберто Сельветті і Полом Андерсоном. У Андерсона через хворобу горла піднялася температура (до 39° С). За рівної суми триборства золота медаль дісталася Андерсону.
Після цієї Олімпіади Андерсон перейшов у професійний спорт, тому вже не міг брати участь в Олімпійських іграх у Римі у 1960 році, де Юрій Власов побив його рекорди в сумі триборства.

### Закінчення кар'єри
Після Олімпіади Андерсон виголосив, що він йде з любительського спорту, аргументуючи це тим, що турніри надто вимотують його як фізично так і морально. Після цього він виступав у різних містах США з власними виставами. У силовому триборстві він показував такі скутки: присідання з вагою 544,5 кг, вивага лежачи — 284 кг і мертве зведення — 371 кг (без екіпірування). Також Андерсон виконував неповне присідання з вагою 900 кг, а під час одного з виступів відірвав плечима від стійок 2840 кг.
На професійних демонстраціях сили Андерсону вдалося відірвати від помосту і підняти до колін 1600 кґ. Крім того він виконував неповне присідання — «коротке присідання» з вагою 900 кґ.
У 1959 році Андерсон одружився з Ґлендою Ґарланд. Разом вони заснували центр для проблемних підлітків в Джорджії.
Помер від хвороби нирок в 1994 році.